# 성관음
성관음(聖觀音)은 산스크리트어로 아바로키테슈와라(Avalokitesvara)를 뜻하는 중국어권의 단어이다. 아바로키테슈와라(Avalokitesvara)를 직역하면 관자재보살(觀自在菩薩)인데, 현재 한국에서는 관세음보살(觀世音菩薩)이라는 용어가 훨씬 많이 쓰인다.

## 용어의 유래
원래 산스크리트어 단어는 아바로키테슈와라(Avalokitesvara)이다. 아바로키타(Avalokita)는 觀(볼 관)이라는 뜻이고, 이슈와라(i○vara)는 신 또는 자재천(自在天)이라는 뜻이므로, 직역하면 관자재보살(觀自在菩薩)이 된다. 당나라 현장(玄奘) 이전의 구번역에서는 아바로키테슈와라(Avalokitesvara)를 광세음(光世音), 관세음(觀世音), 관음(觀音), 관세자재(觀世自在) 등으로 번역했었다. 이것이 이후의 신번역에서 더 정확한 번역인 관자재보살(觀自在菩薩)로 된 것이다.
위키백과의 영어 문서 제목도 Avalokitesvara이고, 나머지 언어들의 문서제목도 'A~' 또는 'Av~'로 시작하는데, 중국 문서만 성스러운 관음이라는 뜻의 聖觀音(성관음)이라고 쓰고 있다. 또한 중국문서 觀世音菩薩(관세음보살)은 영어문서 Guanyin와 연결되어 있어 용어관계가 복잡한 편이다.

## 특징
관자재보살(觀自在菩薩), 혹은 관세음보살(觀世音菩薩)은 대승불교에서 중요시되는 대보살(大菩薩)의 하나이다. 산스크리트 원어 Avalokitesvara Bodhisattva에서 Avalokitesvara는 문자적으로 '관찰하는 자재주(自在主)'라는 뜻으로, 삼계(三界)의 중생들을 자비심으로 두루 살펴서 해탈로 이끄는 분이라는 의미이다. 동아시아 대승불교권에서는 문수사리보살(文殊師利菩薩, 문수보살)과 함께 각기 '자비'와 '지혜'의 상징으로 숭배된다. 
중국불교의 불경 한역 초기에 쿠마라지바 등은 관세음보살(觀世音菩薩)로 번역했으나, 후기의 현장법사는 산스크리트 원어의 뜻에 충실하게 관자재보살(觀自在菩薩)로 번역했고, 반야심경(般若心經)은 그의 번역본이 널리 정착되었다. 아발로키테슈바라의 원래 형태는 15세기 산스크리트어에 나타난다는 주장이 있으나, 현장법사가 그보다 수백년 앞서서 '관자재보살'로 번역한 것에 비추어 보면 근거가 박약하다. 
사찰의 법당에서는 흔히 문수보살과 함께 부처님의 좌우에 조성되는 경우가 많지만, 관음전(觀音殿)이라는 형태의 독립된 전각을 갖기도 한다. 우리나라에서는 전각 없이 홀로 서 있는 관세음보살상도 많고, 특히 바닷가 사찰에서는 바다를 바라보는 '해수관음상'으로 조성되기도 한다.
관세음보살은 불교의 핵심 가치의 하나인 '자비'를 대표하는 보살이므로 여성적인 면이 강조되며, 성상이나 도상에서 나타는 상호(相好)는 남성적인 모습과 여성적인 모습의 어떤 융합을 보여준다. 성상에서 특징적인 면은, 흔히 흰색 법의를 입고 자비의 감로수를 담은 감로병을 한 손에 들고 있는 모습이다. 
불교의 수행과 관련해서는 대승불교의 핵심으로 평가되는 반야심경(원제: 마하반야바라밀다심경)의 본문 첫머리에서, "관자재보살이 깊은 반야바라밀다를 행하여 오온이 모두 공함을 비추어 보았다"고 하여 '반야바라밀다'가 불교적 깨달음 궁극적 경지를 여는 최고의 수행임을 말해주며, 능엄경에서는 관세음보살이 "듣는 자신의 성품을 돌이켜 듣는 것으로써(反聞聞自性)" 깨달음을 얻었다고 한 것에서, '회광반조'를 내실로 하는 선불교의 묵조선과 깊은 관련성을 갖는다.

## 같이 보기
- 관세음보살

## 참고 자료
- Studholme, Alexander (2002). 《The Origins of Om Manipadme Hum》. Albany NY: State University of New York Press. ISBN 0-7914-5389-8.